# Pipistrellus eisentrauti
Pipistrellus eisentrauti är en fladdermusart som beskrevs av Hill 1968. Pipistrellus eisentrauti ingår i släktet Pipistrellus och familjen läderlappar. IUCN kategoriserar arten globalt som otillräckligt studerad. Inga underarter finns listade i Catalogue of Life.
Arten är bara känd från två regioner i Kamerun. Den lever i låglandet, i kulliga områden och i bergstrakter. Landskapet bildas av mangrove, av fuktiga skogar eller av mera torra skogar.